# Eliminatoria al Campeonato Africano Sub-17 de 2015
La Eliminatoria al Campeonato Africano Sub-17 de 2015 se jugó del 13 de junio al 28 de setiembre del 2014 y contó con la participación de 38 selecciones infantiles de África en la lucha por 7 plazas para la fase final del torneo a celebrarse en Níger junto al país anfitrión.

## Ronda Preliminar
| Equipo 1     | Agr. | Equipo 2                 | Ida | Vuelta |
| ------------ | ---- | ------------------------ | --- | ------ |
| Burundi      | w/o  | RD Congo                 | —   | —      |
| Guinea-Bisáu | w/o  | Togo                     | —   | —      |
| Gambia       | awd. | Guinea                   | —   | —      |
| Camerún      | w/o  | República Centroafricana | —   | —      |
| Mozambique   | 2–1  | Namibia                  | 1–1 | 1–0    |
| Seychelles   | 1–5  | Uganda                   | 1–2 | 0–3    |
| Egipto       | 7–3  | Sudán                    | 4–2 | 3–1    |
| Libia        | w/o  | Mauritania               | —   | —      |
| Kenia        | w/o  | Sudán del Sur            | —   | —      |
| Liberia      | w/o  | Sierra Leona             | —   | —      |

Notas
1. ↑  Burundi abandonó el torneo.
2. ↑  Guinea Bissau abandonó el torneo.
3. ↑  Gambia fue descalificado por alinear 5 jugadores mayores de 20 años en la Eliminatoria al Campeonato Africano Sub-20 de 2015.
4. ↑  República Centroafricana abandonó el torneo.
5. ↑  Mauritania abandonó el torneo.
6. ↑  Kenia abandonó el torneo.
7. ↑  Liberia abandonó el torneo.

## Primera Ronda
| Equipo 1      | Agr.        | Equipo 2        | Ida | Vuelta |
| ------------- | ----------- | --------------- | --- | ------ |
| RD Congo      | 0–5         | Nigeria         | 0–1 | 0–4    |
| Etiopía       | 0–3         | Gabón           | 0–0 | 0–3    |
| Togo          | 1–1 (a)     | Senegal         | 0–0 | 1–1    |
| Guinea        | 3–1         | Marruecos       | 1–0 | 2–1    |
| Sudán del Sur | w/o         | Ghana           | —   | —      |
| Camerún       | 2–0         | Burkina Faso    | 2–0 | 0–0    |
| Libia         | w/o         | Costa de Marfil | 0–4 | —      |
| Mozambique    | 2–3         | Angola          | 2–1 | 0–2    |
| Uganda        | 7–2         | Ruanda          | 4–0 | 3–2    |
| Zambia        | 6–0         | Botsuana        | 1–0 | 5–0    |
| Sierra Leona  | w/o         | Túnez           | —   | —      |
| Benín         | awd.        | Malí            | 1–0 | 0–0    |
| Egipto        | 1–1 (6–5 p) | Congo           | 1–0 | 0–1    |
| Tanzania      | 0–4         | Sudáfrica       | 0–0 | 0–4    |

Notas
1. ↑  Sudán del Sur abandonó el torneo
2. ↑  Libia abandonó el torneo
3. ↑  Sierra Leona abandonó el torneo
4. ↑  Benín fue descalificado por alinear a 4 jugadores inelegibles para el torneo.

## Segunda Ronda
| Equipo 1  | Agr. | Equipo 2        | Ida | Vuelta |
| --------- | ---- | --------------- | --- | ------ |
| Gabón     | 2–6  | Nigeria         | 2–1 | 0–5    |
| Guinea    | 4–0  | Togo            | 1–0 | 3–0    |
| Camerún   | awd. | Ghana           | 1–2 | 3–4    |
| Angola    | 1–4  | Costa de Marfil | 1–1 | 0–3    |
| Zambia    | 4–1  | Uganda          | 2–0 | 2–1    |
| Malí      | 5–1  | Túnez           | 2–0 | 3–1    |
| Sudáfrica | 4–3  | Egipto          | 2–1 | 2–2    |

Notas
1. ↑  Ghana fue descalificado el 26 de octubre de 2014 luego de pruebas médicas suministradas a la CAF al finalizar el partido de ida encontraron que uno de los jugadores de Ghana fallo en el examen de reconocimieinto de edad. Ghana apeló la decisión, pero no prosperó.

## Clasificados
| - Camerún - Guinea - Costa de Marfil - Malí | - Níger (anfitrión) - Nigeria - Sudáfrica - Zambia |